# Jost Kobusch
Pour les articles homonymes, voir Kobusch.
 (octobre 2019).
Jost Kobusch, né le 3 août 1992 à Bielefeld, est un alpiniste allemand.

## Biographie
Il a débuté l'escalade à l'âge de 12 ans. Dès 2013, il s'aventure dans des expéditions lointaines sur des hauts sommets. En 2013, il échoue au Pic Lénine en raison du mauvais temps. L'année suivante, il grimpe l'Ama Dablam et ses 6 812 mètres en solitaire. Il n'a alors que 21 ans. En avril 2015, il est au camp de base de l'Everest quand un tremblement de terre déclenche une terrible avalanche. Les images qu'il tourne avec son smartphone font le tour du monde. En 2016, il grimpe l'Annapurna sans oxygène supplémentaire. L'automne de l'année suivante, il réalise la première ascension du Nangpai Gosum II, 7 321 mètres, jusqu'alors invaincu.
En 2019, il a annoncé vouloir gravir l'Everest en hiver, toujours seul et sans oxygène supplémentaire. Son ascension est filmée et documentée dans le film «À l'assaut de l'Everest» produit et diffusé par Arte en mai 2020. Sa tentative se solde par un échec le 24 février 2020 et Kobusch filme son altimètre indiquant l'altitude de 7 374 mètres. Il revient sain et sauf, après avoir atteint l’arête ouest de l’Everest, au camp de base le 27 février 2020. Dans le cadre de sa préparation, le grimpeur a réalisé le 24 octobre 2019 la première ascension de l'Amotsang, 6 393 mètres, au Népal.
En 2024, il établit un nouveau record d'ascension hivernale sur l'Everest, au Népal, atteignant 7537 mètres via la crête Ouest, considérée comme la face la plus technique.